# ツェサレーヴィチ (戦艦)
| 竣工当時の「ツェサレーヴィチ」 | |
| 艦歴                           | |
| 発注                           | ラ・セーヌ造船所 |
| 起工                           | 1899年7月8日 |
| 進水                           | 1901年2月23日 |
| 就役                           | 1903年8月 |
| 除籍                           | 1918年 |
| その後                         | 1922年解体処分 |
| 前級                           | レトヴィザン |
| 後級                           | ボロジノ級 |
| 性能諸元                       | |
| 排水量                         | 常備：13,100トン |
| 全長                           | 118.5m |
| 水線長                         | 117.3m |
| 全幅                           | 23.2m |
| 吃水                           | 常備：7.6m 満載：7.92m |
| 機関                           | ベルヴィール式石炭専焼水管缶20基 +直立型3段膨張式4気筒レシプロ機関2基2軸推進 |
| 最大出力                       | 16,500馬力 |
| 最大速力                       | 18.7ノット |
| 航続性能                       | 10ノット/5,500海里 18ノット/1,000海里 |
| 燃料                           | 石炭：800トン（常備）、1,350トン（満載） |
| 乗員                           | 士官：28名 水兵：738名 |
| 兵装                           | Pattern 1895 30.5cm（40口径）連装砲2基 Pattern 1892 15.2cm（45口径）連装速射砲6基 Pattern 1892 7.5cm（50口径）単装速射砲20基 オチキス 4.7cm（43.5口径）単装機砲20基 オチキス 3.7cm（23口径）5連装回転式機砲8基 マキシム 7.62mm単装機銃4丁 パラノフシキー 6.35cm（19口径）野砲2基 38.1cm水中魚雷発射管単装2基、同水上魚雷発射管単装2基 衝角                                             |
| 装甲（クルップ鋼）             | 舷側：250mm（水線中央部）、200mm（船首楼側面部）170mm（水線下部）、180mm（艦首部）、170mm（艦尾部）、40（20+20）mm（水密隔壁） 甲板：50mm（主甲板）、63mm（主甲板傾斜部）、40mm（下甲板） 主砲塔：250mm（前盾・側盾）、63mm（天蓋） 主砲バーベット：250mm（最厚部） 副砲塔：150mm（前盾・側盾）、30mm（天蓋） 副砲バーベット：127mm（最厚部） 司令塔：254mm（前盾・側盾)、63mm（天蓋） |

ツェサレーヴィチ(露: Цесаревичツィサリェーヴィチュ)は、フランスで建造されたロシア帝国の前弩級戦艦である。艦名「ツェサレーヴィチ」は、ロシア皇帝の世襲皇太子の称号。

## 建造経緯
本級の計画直前、大日本帝国海軍が相次いで12インチ砲戦艦を購入していたことから、ロシア帝国海軍は対抗策を必要としていた。太平洋艦隊向けに建造した10インチ砲戦艦「ペレスヴェート級」では力不足との判断から、1898年にロシア海軍初の12インチ砲を持つ新型戦艦2隻が外国に発注された。これがアメリカのクランプ造船所（William Cramp and Sons）で建造された「レトヴィザン」と、フランスのラ・セーヌ造船所で建造された本艦である。設計者はフランスの造船士官、アントワーヌ・ジャン・ アマブル・ラガヌである。ツェサレーヴィチはボロジノ級戦艦の原型となった。

## 艦形

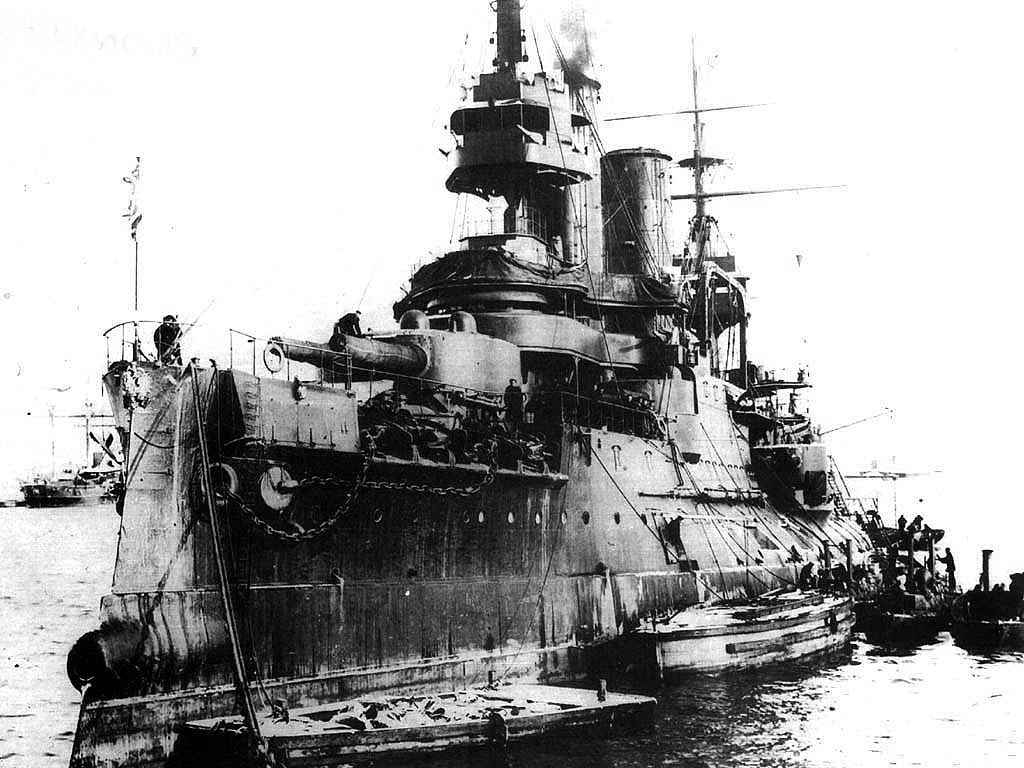
1904年に艦首から撮影された「ツェサレーヴィチ」。強く上方に引き絞られた船体がよくわかる写真。

本級の船体形状は乾舷の高い長船首楼型船体であるが、同時期のフランス戦艦と同じく水線部から上部は強く引き絞られた特徴的なタンブル・ホーム型船体となっている。これは、水線部から上の構造を複雑な曲線を用いて引き絞り、船体重量を軽減できる船体方式で、他国では同時期のドイツ海軍、アメリカ海軍の前弩級戦艦や巡洋艦などに多く採用された艦形である。外見上の特徴として水線下部の艦首・艦尾は著しく突出し、かつ舷側甲板よりも水線部装甲の部分が突出すると言った特徴的な形状をしている。このため、水線面から甲板に上るに従って甲板面積は小さくなる傾向にある。これは、舷側に配された備砲の射界を船体で狭めずに広い射界を得られることや、当時の装甲配置方式では船体の前後に満遍なく装甲を貼る「全体防御方式」のために船体が短くなればその分だけ装甲を貼る面積が減り、船体の軽量化が出来るという目的に採られた手法である。さらに本艦は世界で初めて対魚雷用の装甲隔壁を持った船であることが特筆される。
水線下に衝角（ラム）を持つ垂直に切り立った艦首から艦首甲板上に円筒形の30.5cm連装主砲塔が1基、その背後に司令塔を組み込んだ艦橋からミリタリーマストが立つ。ミリタリーマストとはマストの上部あるいは中段に軽防御の見張り台を配置し、そこに37mm～47mmクラスの機関砲(速射砲)を配置した物である。これは、当時は水雷艇による奇襲攻撃を迎撃するために遠くまで見張らせる高所に対水雷撃退用の速射砲あるいは機関砲を置いたのが始まりである。形状の違いはあれどこの時代の列強各国の大型艦に多く用いられた様式であった。

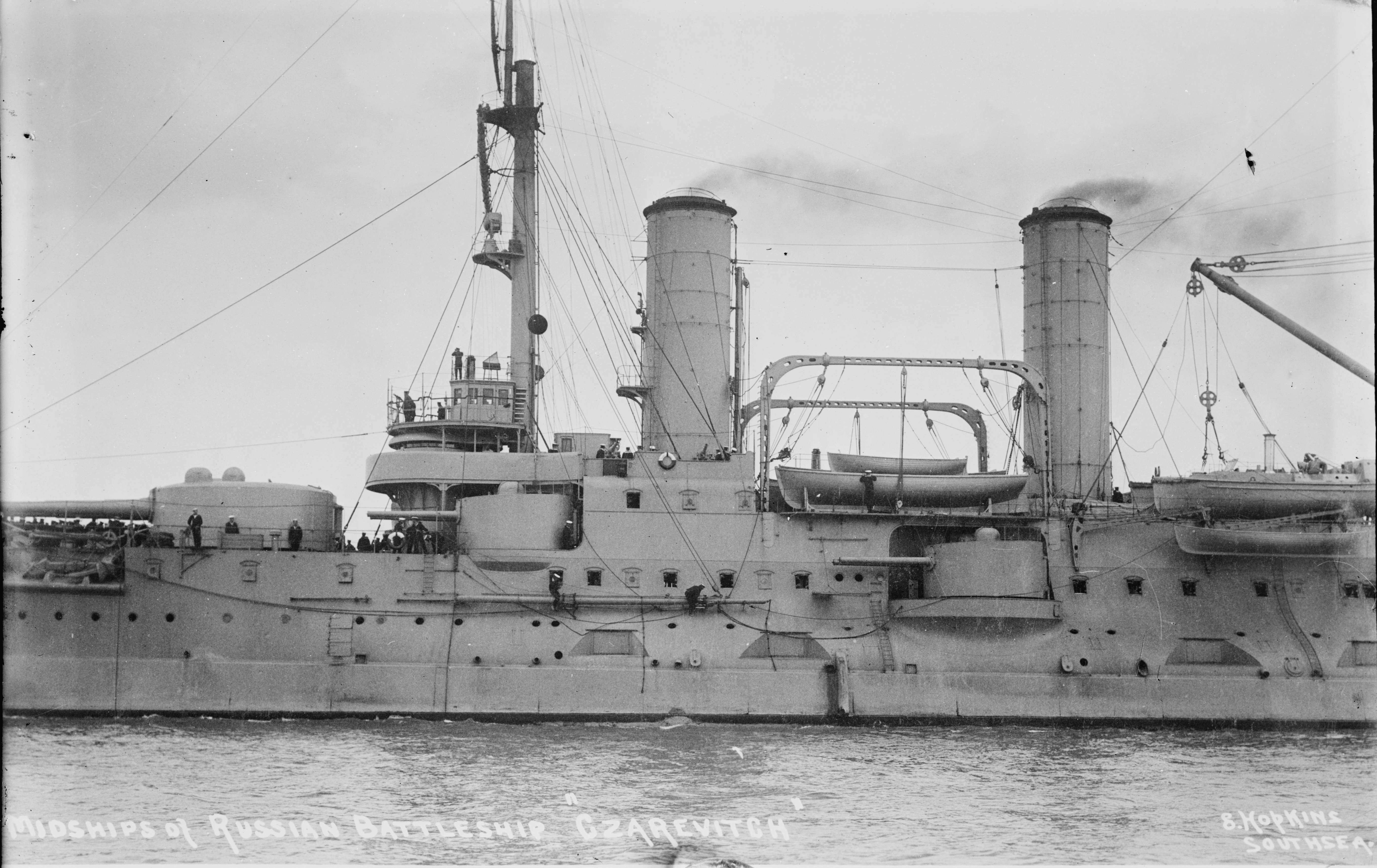
ツェサレーヴィチの艦橋周辺。副砲塔を避けるために艦船では珍しいガントリークレーンを採用していた。

本艦のミリタリーマストは内部に階段を内蔵した円筒状となっており、頂部に見張り台が設けられた。前部ミリタリー・マストの背後には断面図が小判型の煙突が2本立ち、その間と2番煙突の後部は艦載艇置き場となっており、U字状のガントリークレーンにより副砲塔を避けて水面に上げ下ろしされた。本艦の舷側甲板は存在せず、連装式の15.2cm副砲塔は前後艦橋の側面部に1基ずつと船体中央部の張り出し部に1基ずつで片舷3基計6基が配置された。艦載艇置き場の後部には後部ミリタリー・マストが立ち、その後ろの後部甲板上に30.5cm連装主砲塔が後向きに1基配置された。対水雷艇迎撃用の7.5cm速射砲は艦首に側面に1基ずつ、船体中央部に4基ずつ、艦尾側に2基ずつと煙突の側面に2基ずつと後部艦橋の側面に1基ずつの片舷10基で計20基を配置した。この配置により艦首尾線方向に最大30.5cm砲2門、15.2cm砲8門が指向でき、左右方向には最大30.5cm砲4門、15.2cm砲6門、7.5cm砲10門が指向でき強力な火力を誇っていた。

## 武装

### 主砲

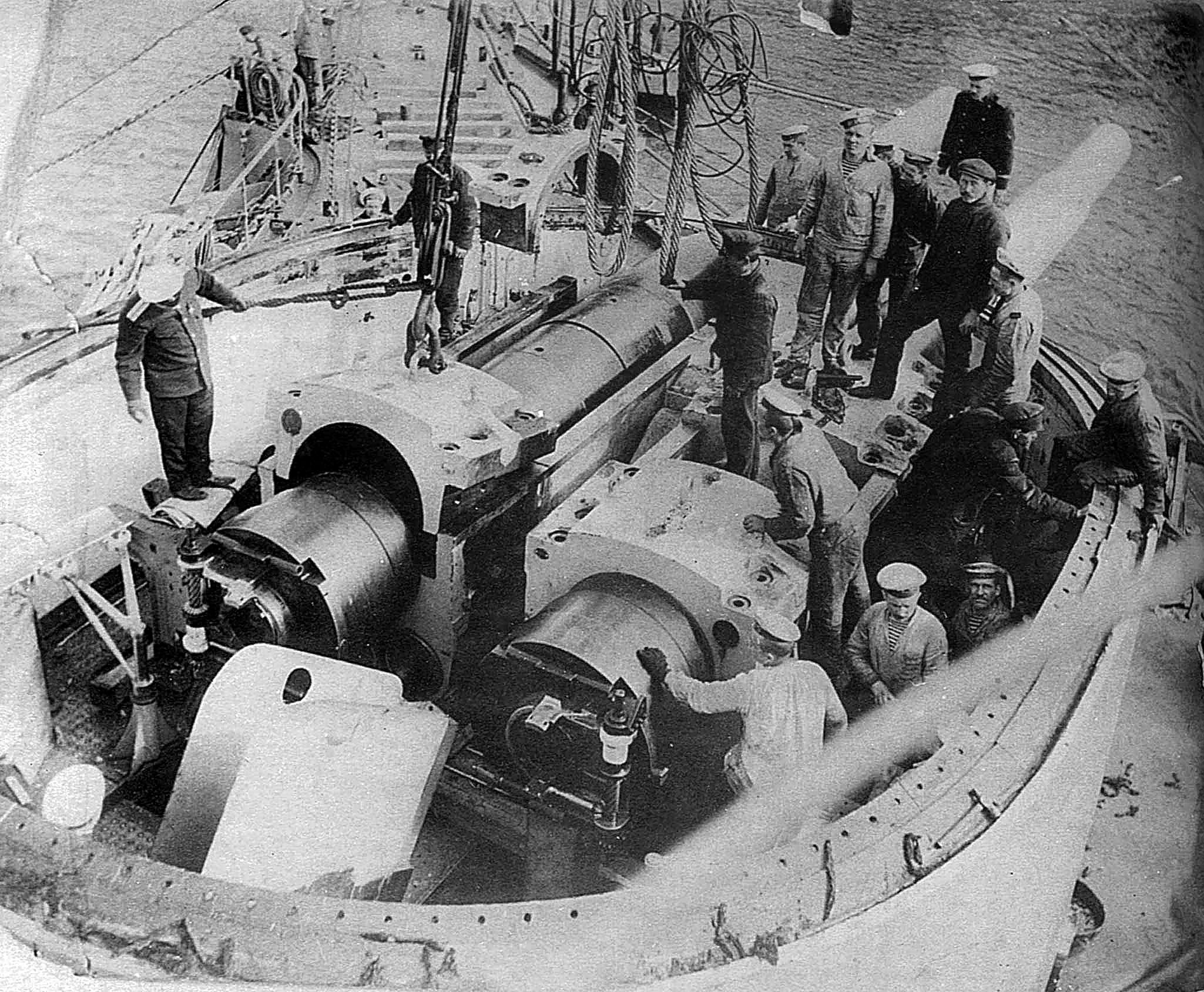
「ツェサレーヴィチ」の主砲塔を分解中という珍しい写真。

主砲は前級に引き続き「Pattern 1895 30.5cm（40口径）砲」を採用した。その性能は331.7kgの砲弾を、仰角15度で14,640mまで到達させ、射程5,490mで201mmの舷側装甲を貫通できた。この砲をロシア国産の新設計の連装砲塔に収め、砲弾は1基ごとに140発を弾薬庫に収めた。砲塔の俯仰能力は仰角15度・俯角5度である。
旋回角度は単体首尾線方向を0度として左右135度の旋回角度を持つ、主砲身の俯仰・砲塔の旋回・砲弾の揚弾・装填は主に電力で行われ、補助に人力を必要とした。発射速度は毎分1発の設計であったが平時は3分に2発の発射が可能であった。

### その他の備砲・水雷兵装

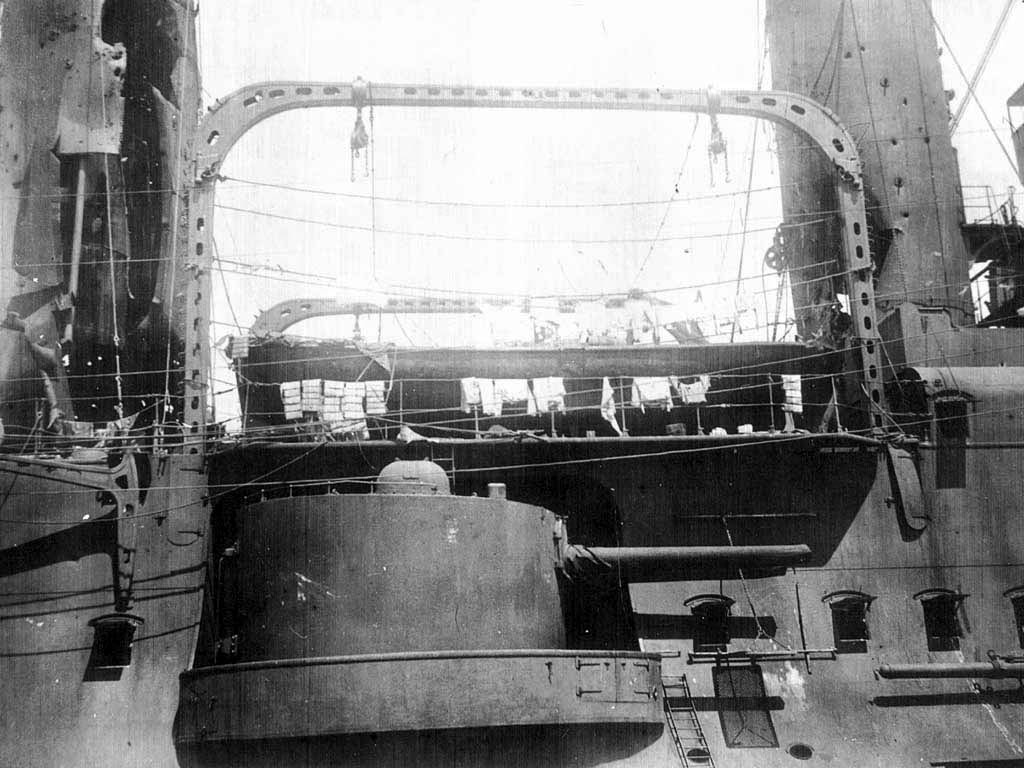
写真は本艦の中央部副砲塔。

副砲には「Pattern 1892 15.2cm（45口径）速射砲」を採用した。その性能は41.4kgの砲弾を、仰角20度で11,520mまで届かせられ、射程5,490mで43mmの装甲を貫通できた。この砲を新設計の連装砲塔に収め、砲弾は砲塔1基ごとに400発を弾薬庫に収めた。俯仰能力は仰角20度・俯角5度である。旋回角度は135度の旋回角度を持つ、主砲身の俯仰・砲塔の旋回・砲弾の揚弾・装填は主に電力で行われ、補助に人力を必要とした。
発射速度は毎分3発の設計であった。

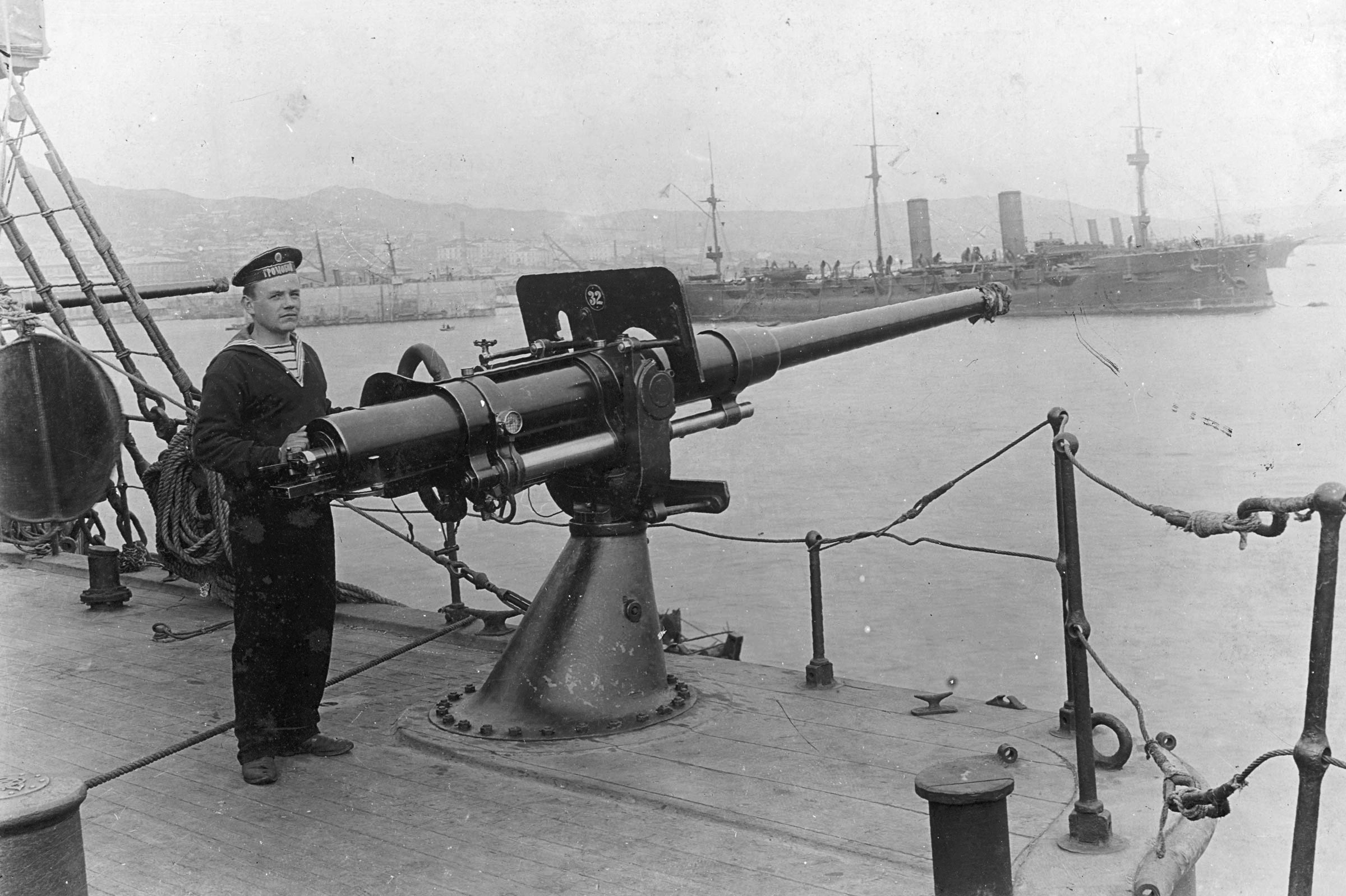
本艦にも装備された「Pattern 1892 7.5cm（50口径）速射砲」。写真は巡洋艦「グロムボイ」のもの。

他に対水雷艇迎撃用にフランスのカネー社の7.5cm砲をライセンス生産した「Pattern 1892 7.5cm（50口径）速射砲」を採用した。その性能は4.9kgの砲弾を、仰角20度で7,869mまで届かせられた。この砲を単装砲架で船体舷側ケースメイト（砲郭）部に配置した。俯仰能力は仰角20度、俯角15度である。砲身の俯仰・砲塔の旋回・砲弾の揚弾・装填は主に人力を必要とした。発射速度は毎分12発であった。
他に近接戦闘用にフランスのオチキス社の4.7cm砲をライセンス生産した「Pattern 1873 4.7cm（43.5口径）速射砲」を採用した。その性能は1.5kgの砲弾を仰角10度で4,575mまで届かせられた。この砲を単装砲架で20基を搭載し、うち4基は艦載艇の武装として別個に配置した。俯仰能力は仰角25度・俯角23度である。砲身の俯仰・砲塔の旋回・砲弾の揚弾・装填は主に人力を必要とした。発射速度は毎分50発であった。その他にマキシム 7.62cm機関銃を前後ミリタリーマスト上の見張り所に2丁ずつ計4丁、対艦攻撃用に38.1cm水上魚雷発射管を単装で艦首と艦尾に2基、同水中魚雷発射管を主砲塔側面部に片舷1基ずつ計2基装備した。

## 機関
本級の缶室配置には特色があり、ベルヴィール式水管缶20基を前部缶室と後部缶室が水密隔壁で二分されており、缶室は前後に2室あり、1室あたりボイラー5基を並列に配置して2室につき煙突1本が担当していた。このため、煙突は前部缶室の真上に1本、後部缶室が1本で2本煙突であった。推進機関は直立型の三段膨張式四気筒レシプロ機関を縦隔壁で片舷1基ずつ計2基2軸推進で最大出力は16,500馬力で最大速力16.78ノットを12時間に渡って継続発揮した。燃料の石炭を常備800トン、満載で1,350トン搭載でき、満載時に10ノットで5,500海里の航続能力を得た。

## 艦歴

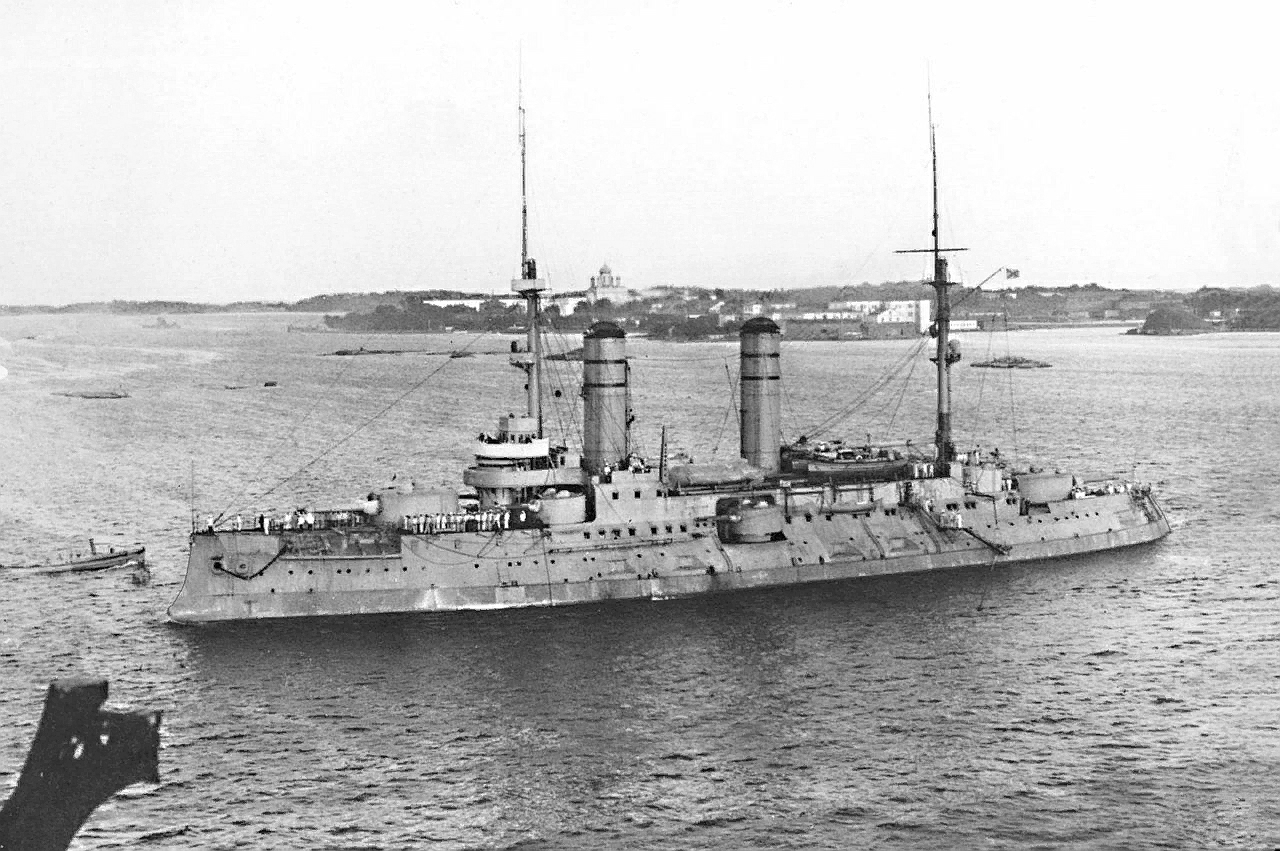
ヘルシンキ港で撮影された第一次世界大戦時の「ツェサレーヴィチ」。この頃にはミリタリーマストから簡素な単脚式になっている。

フランスのForges et chantiers de la Méditerranéeで建造。1898年7月8日/7月20日発注。1899年5月6日/5月18日建造開始。6月26日/7月8日起工。1901年2月10日/2月23日進水。1903年8月18日/8月31日にロシア海軍に引き渡された。
1903年11月19日/12月2日、旅順に到着。

### 日露戦争
1904年1月26日から27日/2月8日から9日の夜、日本の第一駆逐隊（白雲、朝潮、霞、暁）、第二駆逐隊（雷、電、朧）、第三駆逐隊（薄雲、東雲、漣）が旅順港外に停泊中のロシア艦隊を襲撃した。この攻撃で「ツェサレーヴィチ」は左舷に魚雷1発を受けて甲板居住室、医務室、魚雷発射室および水雷庫に浸水し、16度ないし18度傾斜した。「ツェサレーヴィチ」は内港へ向かう際に座礁したが、同日中に離礁した。この時の襲撃ではほかに戦艦「レトヴィザン」と巡洋艦「パルラーダ」が被雷している。5月25日/6月7日に「ツェサレーヴィチ」の修理は完了した。
7月25日/8月7日、旅順港内で日本軍の砲台からの砲撃により舷側装甲帯と司令塔に各1発被弾した。または4，7インチ砲弾3発が命中した。この時の被弾ではヴィトゲフト少将が肩を負傷した。
7月27日/8月10日の黄海海戦ではイワノフ艦長の指揮下、ヴィトゲフト提督の旗艦として出撃したが、日本艦隊から30.5cm砲弾13発及び20.3cm砲弾2発を受ける。午後6時過ぎに命中した砲弾は前部甲板中央部に命中して司令塔を破壊しヴィトゲフト提督などが戦死。続いて午後6時37分に司令塔に命中弾があり、艦長などが死傷。またこの被弾で取り舵の状態にしたままで操舵手が戦死し、ツェサレーヴィチは左へ曲がっていった。この結果ロシア艦隊の艦列は乱れ壊滅の危機に陥ったが、戦艦レトヴィザンが突進して日本艦隊の砲火をひきつけた隙にロシア艦隊は逃走した。ツェサレーヴィチでも意識を取り戻した士官らによって約25分後には操舵が可能となった。ツェサレーヴィチも旅順へ向かう艦隊の後を追ったが損傷のため取り残され、そのため艦の指揮をとっていた副長シューモフ中佐はウラジオストクへ向かおうとした。夜間日本軍の水雷艇による攻撃を受けたが撃退し、復帰した艦長イワノーフ大佐はウラジオストク到達は不可だと判断して青島へと向かい、7月28日/8月11日午後に到着した。ツェサレーヴィチは同じく青島に入港していた駆逐艦とともに同地で武装解除された。
戦後の1906年にバルト海に戻る。同年7月19日/8月1日、Sveaborg要塞の反乱鎮圧に参加。1908年12月、イタリアのメッシーナ地震に際し救援活動に従事。

### 第一次世界大戦
本艦はバルト海で第一次世界大戦に参加。1917年のロシア革命後、「市民」という意味のグラジュダニーン（Гражданинグラジュダニーン）に改称された。同年10月17日にバルト海でドイツ海軍の弩級戦艦ケーニヒ級「ケーニヒ」「クロンプリンツ」と交戦、小破するも撤退に成功した（第二次リガ湾攻防戦）。1918年5月にクロンシュタットでハルクに艦種変更され、1922年に除籍後1924年から1925年にかけて解体処分された。